# Andrei Mureșanu
Andrei Mureșanu (16 novembre 1816 - 12 octobre 1863) est un poète et révolutionnaire roumain de Transylvanie.
Il est né à Bistrița dans une famille de paysans. Il a fait des études en philosophie et en théologie à Blaj, et à partir de 1838, il a été professeur à Brașov. Il a publié ses premières poésies dans la revue Foaia pentru Minte, Inima și Literatură (en français Feuille pour l'esprit, le cœur et la littérature).
Il a été l'un des meneurs de la révolution de 1848 en Roumanie, en participant à la délégation de Brașov et à la réunion de Blaj en mai 1848. Son poème Deșteaptă-te, române! est devenu un hymne révolutionnaire sur la musique de Anton Pann, que Nicolae Bălcescu a nommé « La Marseillaise des Roumains », en mobilisant les gens à se battre. Aujourd'hui, il est devenu l'hymne national de la Roumanie.
Après la révolution, Mureșeanu a travaillé en tant que traducteur à Sibiu, a publié dans la revue Telegraful Român (en français Le télégraphe roumain), ses œuvres ayant une teinte patriotique et de protestation sociale. En 1862, ses poésies ont été réunies dans un volume. De santé précaire, il est mort à Brașov en 1863.